# 云南鸡屎藤
云南鸡矢藤（学名：Paederia yunnanensis），为茜草科鸡矢藤属下的一个种。种加词 yunnanensis 意为“云南的”。